# Lotus conjugatus
Lotus conjugatus är en ärtväxtart som beskrevs av Carl von Linné. Lotus conjugatus ingår i släktet käringtänder, och familjen ärtväxter.

## Underarter
Arten delas in i följande underarter:
- L. c. conjugatus
- L. c. requienii